# A7 FM
A7 FM was de lokale omroep van Bolsward en Wonseradeel. De bekendste programma's van A7 FM waren de "The Wacko Jacko Show" en Bruggepraat met de actualiteiten van beide gemeenten.

## Programma's van A7 FM
- Bruggepraat
- Sjors en Danny Show
- The Wacko Jacko Show